# Arthur von Fumetti
Arthur Francis Hans Felix von Fumetti (* 22. Juni 1890 in Hannover; † 27. Juni 1968 in Göttingen) war ein deutscher Jurist und Politiker (VRP).

## Leben
Arthur von Fumetti wurde als Sohn eines königlich preußischen Oberstleutnants geboren. Nach dem Abitur am Humanistischen Gymnasium in Blankenburg studierte er von 1908 bis 1914 Rechtswissenschaft, Nationalökonomie, Philosophie und Geschichte an den Universitäten in Jena, Leipzig und Göttingen. Am 8. März 1913 promovierte er an der Leipziger Universität mit der Dissertationsarbeit Das Spurfolgeverfahren: Sein Wesen und seine Stellung im deutschen Fahrnisprozeß zum Doktor der Rechte. Im Anschluss arbeitete er zunächst als Dozent an der Frauenhochschule Leipzig. Von 1914 bis 1927 war er als Dozent am Institut für Kultur- und Universalgeschichte der Universität Leipzig tätig.
Während der Zeit der Weimarer Republik trat Fumetti in die Reichspartei für Volksrecht und Aufwertung (VRP) ein und wurde zu deren stellvertretenden Vorsitzenden gewählt. Von 1926 bis 1930 war er Mitglied des Sächsischen Landtages. Vom 1. Juli 1927 bis zum 25. Juni 1929 amtierte er als Justizminister in der von Ministerpräsident Max Heldt geführten Regierung des Freistaates Sachsen. In dieser Funktion war er gleichzeitig Bevollmächtigter Sachsens zum Reichsrat. 1930 wurde Fumetti Mitglied der Konservativen Volkspartei.